# La poștă
La poștă este o operă literară scrisă de Ion Luca Caragiale. A fost publicată pentru prima dată în 1893.